# Leonhard Moll
Die Leonhard Moll AG ist eine deutsche Unternehmensgruppe mit Sitz in München.

## Unternehmensgründer
Leonhard Moll wurde 1870 in Külsheim-Erkenbrechtshofen (heute ein Ortsteil von Bad Windsheim in Mittelfranken) als Sohn eines Tagelöhners geboren. Nach einer Lehre im Bauhandwerk war er zunächst Angestellter der Stadt München, bis er 1894 sein Bauunternehmen gründete. Er bekam von den Nationalsozialisten große Bauaufträge und bereicherte sich am Einsatz von Zwangsarbeitern. Moll starb 1945 in München. Die Gemeinde Külsheim-Erkenbrechtshofen verlieh ihm die Ehrenbürgerwürde. Der 1990 von der Stadt München benannte Leonhard-Moll-Bogen in München ist seit 2015 in Landaubogen umbenannt.

## Anfänge
Die heutige Leonhard Moll AG entstand aus einem 1894 vom damaligen Baumeister Leonhard Moll in München gegründeten Baugeschäft, das zunächst in den Bereichen Bauausführung und Projektentwicklung tätig war. Moll baute neben Wohnhäusern auch Gebäude der öffentlichen Hand, war im Wasserbau tätig (Schifffahrtswege, Hafenanlagen) und errichtete Industriebauten. Nach dem Ersten Weltkrieg errichtete er einen damals modernen Bauhof mit Werkstätten, Magazinen, Lagerhallen und Verladeeinrichtungen. 1926 erweiterte er das Geschäftsfeld um eine Abteilung für Straßenbau. 1929 gründete Moll außerdem ein Betonwerk, aus dem die heutige Sparte Leonhard Moll Betonwerke GmbH & Co. KG hervorging. 1932 war Moll am Bau des Freiburger Sternwaldtunnels für die Trassenverlegung der Höllentalbahn beteiligt.
Weitere Projekte des Unternehmens waren z. B. die erste Teerstraßendecke in Deutschland 1930, die Isarbrücke in Bad Tölz, die Ludwigsbrücke in München oder der Flughafen München-Riem.
Ab 1935 entwickelten und fertigte die Sparte Betonwerke Maste im Schleuderbetonverfahren, die u. a. als Antennenträger dienen. 1937 meldete Leonhard Moll ein Patent für Bahnschwellen aus vorgespanntem Beton an und nahm während des Zweiten Weltkriegs die Produktion im großindustriellen Maßstab auf.
Das Bauunternehmen Moll profitierte wie andere deutsche Baufirmen auch in der Zeit des Nationalsozialismus von Aufträgen des nationalsozialistischen Regimes (z. B. in München unter anderem Beteiligung am Bau des Hauses der Deutschen Kunst, – und an der Neugestaltung des Königsplatzes), sowie Beteiligung am Bau des Westwalls und am Bunkerbau für U-Boote und für Rüstungsfabriken (z. B. Pulverfabrik der Deutsche Sprengchemie GmbH in Waldkraiburg). Insbesondere in späteren Kriegsjahren kamen bei den Bauten auch Zwangsarbeiter zum Einsatz.
Das Bauunternehmen, das noch in den Jahren 1930/1931 den Dachstuhl in den Neubau der ostjüdischen Synagoge eingebaut hatte, führte ab 8. Juni 1938 auf Führerbefehl im Auftrag der Stadt München den Abbruch der Hauptsynagoge durch.
Bereits vor dem Zweiten Weltkrieg wurde die Bauwirtschaft in das kriegswirtschaftliche System der Organisation Todt eingegliedert und somit auch Leonhard Moll kriegswichtige Bauprojekte, Arbeitskräfte – zum Kriegsende Zwangsarbeiter –, Energie und Baustoffe zugeteilt.
1944 wurde bei Landsberg am Lech eine Großbaustelle zur Errichtung dreier halb unterirdischer Bunker zur Produktion des Düsenstrahljägers Messerschmitt Me 262 eingerichtet („Projekt Ringeltaube“). Den Auftrag für einen bei Igling gelegenen Bunker, Deckname „Weingut II“, erhielt das Unternehmen Leonhard Moll. Die Baukosten allein für das Bunkergewölbe wurden auf über 20 Millionen Reichsmark geschätzt. Bis Kriegsende wurden jedoch nur ca. 70 % der Arbeiten an diesem Bunker fertiggestellt. Auf der Baustelle mussten auch Hunderte jüdische KZ-Häftlinge aus dem eigens um Landsberg und Kaufering errichteten größten KZ-Außenlagerkomplex des Deutschen Reichs unentgeltlich und mangelernährt jeweils in zwei Schichten von je zwölf Stunden arbeiten (der Bunker „Weingut II“ wurde in den 1950er Jahren, unter Verteidigungsminister Franz Josef Strauß, von der Bundeswehr übernommen, fertiggestellt und beherbergt heute die Luftwaffeninstandhaltungsgruppe 13 Landsberg).
Nachdem jahrzehntelang jede Entschädigung und Vereinbarung mit Überlebenden abgelehnt wurden, trat die Leonhard Moll AG schließlich im Jahr 2000 der Stiftungsinitiative der deutschen Wirtschaft Stiftung „Erinnerung, Verantwortung und Zukunft“ bei und leistete Zahlungen.
Weiterhin spendeten Dr. Hans und Franz Moll als Mitglieder der Familie Moll zugunsten des Vereins zur Förderung des Neuen Jüdischen Gemeinde- und Kulturzentrums am St. Jakobsplatz in München.

## Nach 1945

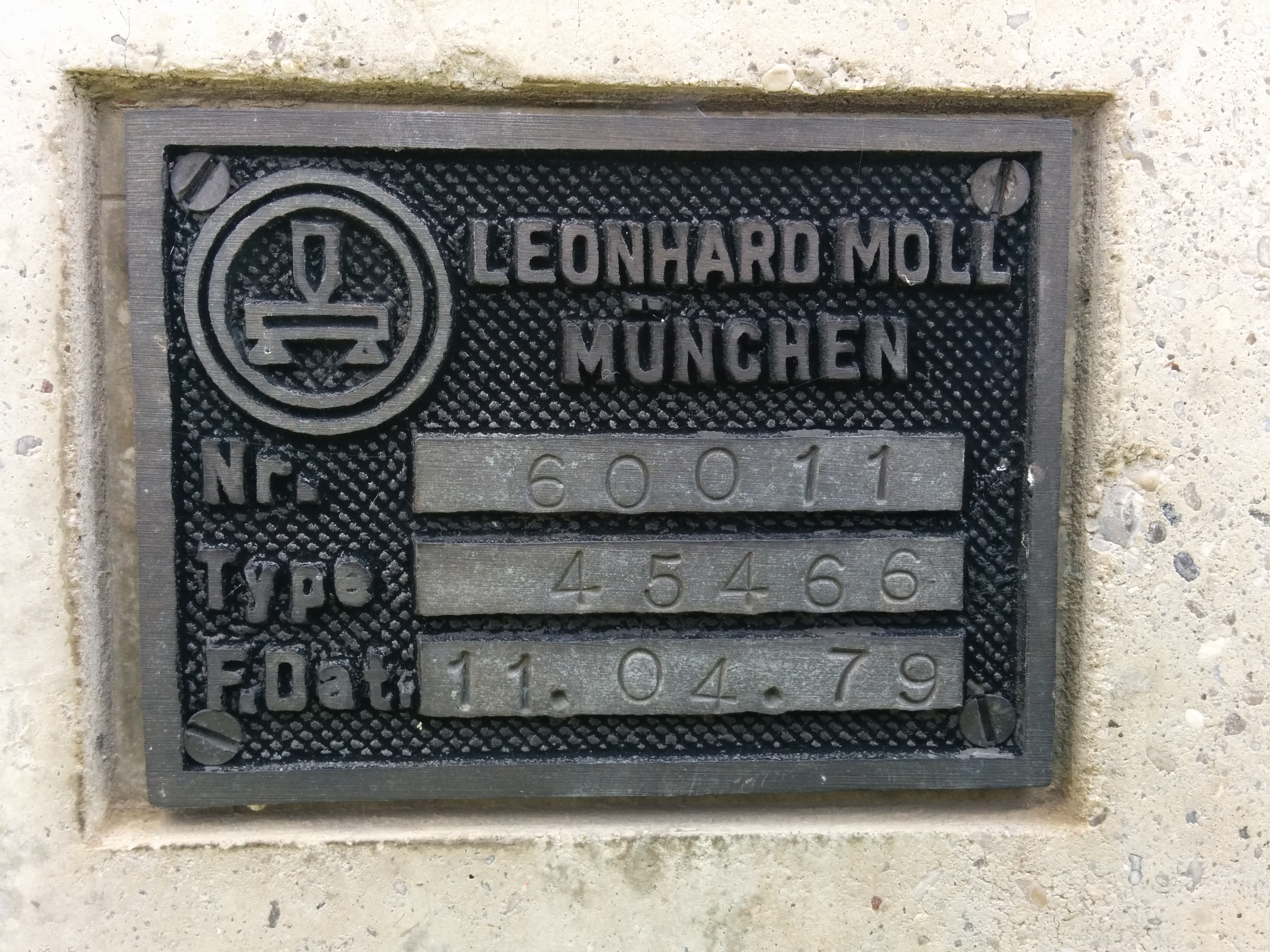
Typenschild an einem Fertigbetonkasten der Schrankensteuerung des Fü 2H/60 Bahnübergangs bei Ruderatshofen

Das Unternehmen wurde nach dem Tod des Gründers von dessen Söhnen und Enkeln weitergeführt. Vom Baukonzern Leonhard Moll wurden nach 1945 unter anderem so große und bekannte Münchner Projekte entwickelt, wie die Sportstätten des Olympiageländes (1968–1972), Industrieanlagen für den Autokonzern BMW, Brauereien, die Neue Pinakothek, das Polizeipräsidium München, der Kuppelbau im Tierpark Hellabrunn, oder die Großmarkthalle München (darunter einige Bauwerksausführungen in Arbeitsgemeinschaften).
Zeitweise war das Unternehmen auch am Kohle-Bergwerk Marienstein bei Waakirchen beteiligt.
Ein besonderes Geschäftsfeld war mit der Bausparte Tunnelbau eröffnet worden, als mehrere deutsche Städte ob der veränderten Verkehrsverhältnisse den U-Bahn-Bau ab den 1970er Jahren in Angriff nahmen. Unter anderem war man in Arbeitsgemeinschaften am Münchener U-Bahn-Bau beteiligt; in Frankfurt am Main wurden für das Stadtbahnbauamt zusammen mit der Sager & Woerner Bau AG und der Held & Francke Bauaktiengesellschaft in Arbeitsgemeinschaften unter der technischen Geschäftsführung der Leonhard Moll GmbH & Co. KG mehrere Baulose (Tunnelröhren und U-Bahnhof) errichtet. Weiter wurden Straßentunnel gebaut, u. a. der Löwenherz-Tunnel (1991–1995) in Annweiler.
Ende der 1980er Jahre wurden die Niederlassungen der Leonhard Moll GmbH & Co. KG in München, Chemnitz und Frankfurt am Main durch Verselbständigung in eigenständige Unternehmen umstrukturiert. 1994 wurde die Baugruppe in die heutige Leonhard Moll AG eingebracht.
Die Leonhard Moll AG ist nunmehr Teil der Moll-Gruppe mit weiteren Beteiligungen im In- und Ausland.
Die Bauaktivitäten Hochbau, Straßen- und Tiefbau, Tunnelbau und Ingenieurtiefbau wurden 1997 veräußert und gehören heute zu 100 % zum Baukonzern STRABAG SE als dessen deutsche Sparte unter der Firma STRABAG AG. Zum 1. März 2006 wurde der Hoch- und Ingenieurbau der Strabag Bau-AG an die zum STRABAG-Konzern gehörende Ed. Züblin AG veräußert. Der Verkehrswegebau firmiert unter der Marke STRABAG.

## Geschäftsbereiche
Der Konzern Leonhard Moll besteht heute aus drei Sparten:

### Beton
Die Leonhard Moll Betonwerke GmbH & Co. KG hat eine lange Tradition, denn bereits 1929 errichtete Leonhard Moll ein Betonwerk. Seit 1935 werden Schleuderbetonmaste im industriellen Maßstab entwickelt und gefertigt, die seit Einführung des Bahnfunksystems auch als Antennenträger Verwendung finden. Nachdem Leonhard Moll 1937 ein Patent für vorgespannte Betonschwellen angemeldet hatte – er wurde damit zum Pionier dieser Technik –, entwickelten sich die seither millionenfach hergestellten Betonschwellen zum Hauptumsatzträger. Das Fertigungsprogramm beruht auf einer steten technischen Optimierung und entspricht dadurch den Qualitätsanforderungen der Deutsche Bahn AG. Das Unternehmen hat seine Standorte in München, Hannover und Laußig bei Leipzig sowie Auslands-Tochtergesellschaften in Polen, Tschechien, der Slowakei, Kroatien und Großbritannien.
Seitens der Sparte Leonhard Moll Betonwerke wurden in der Zeit des Wiederaufbaus nach dem Zweiten Weltkrieg mehrere Millionen Spannbetonschwellen produziert. Nach der Wiedervereinigung Deutschlands kamen 1994 die Produktion am Standort Laußig hinzu, 2004 das Werk in Hannover. Das Unternehmen hat heute einen Anteil am deutschen Betonschwellenmarkt von ca. 20 %.
Heutige Geschäftsfelder der Sparte Betonwerke sind:
- Betonschwellen (Fertigungskapazität: über 500.000 Spannbetonschwellen pro Jahr)
- Planung, Projektierung, Lieferung und Inbetriebnahme kompletter Betonschwellenwerke

In Folge des Eisenbahnunfalls von Burgrain, der möglicherweise durch defekte Betonschwellen der Moll Betonwerke bedingt war, tauscht die Deutsche Bahn voraussichtlich bis Ende 2022 an 165 Stellen des bundesweiten Streckennetzes vorsorglich Schwellen dieses Herstellers aus. Regressansprüche werden seitens der Bahn derzeit geprüft.

### Farben
Keimfarben GmbH & Co. KG: Herstellung von Produkten für den mineralisch-silikatischen Bautenschutz, im Schwerpunkt mineralische Farben. Zwei deutsche Standorte in Diedorf (Stammsitz) und Alteno/Luckau, sowie elf Auslands-Tochtergesellschaften in Europa (Österreich, Schweiz, Italien, Frankreich, Spanien, Niederlande, Großbritannien, Skandinavien, Polen, Tschechien) und den USA.

### Brandschutz und Wärmedämmung
Techno-Physik Group: Weltweit größter Hersteller von anorganischen, hochtemperaturbeständigen Platten aus dem Rohstoff Vermiculit. Zwei deutsche Standorte in Essen (Stammsitz) und Werdohl, sowie zwei weiteren Auslands-Tochtergesellschaften in Slowenien (Cerknica) und Österreich (Amstetten). Herstellung von THERMAX® und FIPRO® Brandschutzplatten aus dem natürlichen Rohstoff Vermiculit für Konstruktionen im passiven baulichen Brandschutz und dem Brandschutz im Schiffsbau als auch der Offshore-Industrie. Produktion von Wärmedämmstoffen aus Vermiculit sowie Mikroglasfasern für Anwendungen in der Hochtemperaturtechnik.

## Leonhard-Moll-Stiftung
Zum 100. Unternehmensjubiläum und mit dem Gedanken der Aussöhnung errichtete die Moll-Gruppe im Jahre 1995 eine Stiftung, die in Zusammenarbeit mit der Ludwig-Maximilians-Universität München und der Technischen Universität München vier Stipendien für Studentinnen oder Studenten der Fächer Architektur mit Denkmalpflege, anorganischer Chemie, Betriebs- und Volkswirtschaftslehre, Recht sowie Kunstgeschichte an Universitäten in Breslau, Budapest, Krakau, Prag und Sankt Petersburg sowie in Israel bereitstellt. Es waren die ersten Dauerstipendien, die diese beiden Münchner Hochschulen erhalten haben.

## Moll-Gelände
Auf dem ehemaligen Bauhofgelände des Baugeschäfts Leonhard Moll in München entstand Anfang der 1980er Jahre der Westpark (ein Teilgelände der Internationalen Gartenschau IGA 1983) und ab 1989 die Wohnanlage Hansapark. Auf dem ehemaligen „Mollgelände“ befindet sich heute auch das Feierwerk, ein Kultur- und Veranstaltungszentrum.